# Parancistrocerus lutzi
Parancistrocerus lutzi är en stekelart som beskrevs av Joseph Charles Bequaert och Henry Salt 1931.
Parancistrocerus lutzi ingår i släktet Parancistrocerus och familjen Eumenidae. Inga underarter finns listade i Catalogue of Life.